# Eupithecia bivittata
Eupithecia bivittata es una especie de polilla de la familia Geometridae. La especie fue descrita por primera vez por George Duryea Hulst habiendo sido descrita en 1896, con distribución en la Costa Central de California. El holotipo de la especie fue descrita en los alrededores de Mendocino (California). La envergadura es de unos 19,5 milímetros (0,8 plg).